# 伊号第四十一潜水艦
伊号第四十一潜水艦（いごうだいよんじゅういちせんすいかん、旧字体：伊號第四十一潜水艦）は、日本海軍の潜水艦。伊四十型潜水艦（巡潜乙型改一）の2番艦。ただし、艦艇類別等級別表においては伊十五型潜水艦の22番艦。ソロモン方面で輸送に従事しフィリピン沖で機動部隊攻撃後に戦没した。

## 概要
1941年（昭和16年）の昭和17年度計画（マル急計画）により、呉海軍工廠で1942年3月18日起工、1942年11月10日進水。1943年6月18日、吉松田守少佐（海兵55期）が艤装員長に任命される。「伊41」は1943年9月18日に竣工し、吉松少佐も初代艦長に任命された。横須賀鎮守府籍となり、訓練部隊の第一艦隊第11潜水戦隊に編入された。
25日、第11潜水戦隊は第六艦隊に移籍。
12月15日、艦長が板倉光馬少佐（海兵61期）に交代。後、「伊41」は「不死身」と言われた板倉艦長の下、数多くのエピソードを残した。
20日、「伊41」は第1潜水戦隊第15潜水隊に編入される。
29日、「伊41」は横須賀を出港し、トラック島に向かう。1944年1月1日、トラックに入港し、輸送任務につくために後部14cm砲と魚雷11本を陸揚げして輸送物品を搭載する。15日、第15潜水隊は第1潜水戦隊の指揮下から離れ、第六艦隊指揮下となる。
同日、「伊41」はトラックを出港し、ラバウルへ向かう。航行中、哨戒中のB-24に発見される。爆撃準備を終えて接近するB-24に対して、板倉艦長は逆に帽子を振れと部下に命令することによって、味方と誤認させることにより回避に成功。そのまま急速潜航を行い、B-24から逃げ切ることに成功した。19日、ラバウルに到着。
23日、「伊41」は輸送物資を搭載してラバウルを出港し、スルミへ向かう。25日1900、スルミに到着。陸岸から来た大発に輸送物資を積み替え、陸軍兵士8名を収容した。完了後、ラバウルへ向かう。27日、ラバウルに到着。
31日、「伊41」は輸送物資と陸軍将校3名を乗せてラバウルを出港し、補給の途絶したブーゲンビル島ブインへ向かう。2月4日にブインに到着し、輸送物資を降ろした後、ラバウルへ向け出港する。帰途、座礁の危険を冒して機雷原と島のわずかな隙間を航行中、地図にない暗礁に座礁しかけたためやむなく機雷原の中を通過。奇跡的に触雷することなく機雷原の通過に成功し、7日にラバウルに入港した。
12日、「伊41」は再度輸送物資を積んでラバウルを出港し、ブインへ向かう。しかし、途中で米哨戒機を発見。板倉艦長は米軍の哨戒が厳しいと判断したため予定を遅らせることにした。結局警戒が厳しかったのはこの日だけであり、予定より4日遅れの20日に無事ブインに到着し、輸送物資を降ろした後ラバウルへ向かう。24日、ラバウルに到着。27日、第501海軍航空隊司令の坂田義人大佐（海兵46期）と搭乗員6名、整備員等計98名を乗せてラバウルを出港し、3月2日にトラックに到着して輸送人員を降ろした。
3月7日、「伊41」はラバウルへ向けトラックを出港するも、反転命令を受けて9日に帰投。15日、再度トラックを出港。19日の夜明け頃、ラバウル北方を浮上航走中、米潜水艦から発射された魚雷2本を発見。板倉艦長は取舵一杯を命令してこれを回避する。魚雷は「伊41」の前方50mの位置を通過していった。20日、「伊41」はラバウルに到着する。21日、第7潜水戦隊司令の大和田昇少将（海兵44期）以下、司令部職員等合計98名を乗せてラバウルを出港。25日、特設監視艇の「第1金宝丸」（昭和漁業、139トン）の護衛でトラックに到着して輸送人員を降ろした。実のところ、「伊41」がラバウルからトラックへ向かうことは、メルボルン艦隊無線部隊 (FRUMEL)の暗号解読によって、出入港日時・通過予定海域に至るまで完全に連合軍側の知るところとなっていたが、幸い「伊41」は損害を受けずに済んだ。
4月1日、食糧や補給物資50トンを積んでトラックを出港し、ブインへ向かう。7日にブインに到着し、物資を降ろして陸軍兵士73名を収容した後、トラックへ向け出港。13日にトラックに到着して輸送人員を降ろし、板倉艦長は第六艦隊司令の高木武雄中将（海兵39期）より恩賜の煙草1箱を受け取った。19日、後部14cm砲を再度搭載してトラックを出港し、25日に横須賀に到着した。後、呉に移動して海軍が開発した水陸両用戦車、特四式内火艇を使った特攻作戦竜巻作戦の支援にあたるべく準備を行うものの、特四式内火艇の完成度が低く、実用に耐えないと判明したため作戦は中止された。
5月15日、「伊41」は呉を出港してアドミラルティ諸島方面に進出。6月15日、あ号作戦に参加してグアム島南方沖のC散開線に移動して潜航待機する。24日午前、伊41はグアム島に残留する搭乗員の救出のため、潜航してアプラ港近海に到着。日没後に浮上し、大発2隻に分乗してやってきた搭乗員ほか106名を収容した。30日に輸送人員を大分に上陸させ、7月1日に呉に帰投した。8月5日、艦長が近藤文武少佐（海兵62期）に交代となる。
10月9日、呉から大津島へ回天搭乗員と整備員を輸送する。呉に戻った後の10月20日、「伊41」は捷一号作戦に参加して呉を出港し、フィリピン東方方面へ進出する。10月27日、レイテ島東方沖合に移動する。11月3日2330、サンベルナルジノ海峡で米機動部隊を発見し、魚雷6本を発射。うち1本が米アトランタ級軽巡洋艦「リノ」の左舷に命中し、同艦を撃破。「伊41」は「エセックス級航空母艦撃沈」を報じ、第763海軍航空隊所属の銀河も同戦果を「確認」したため特別感状を授与されている。
12日、米機動部隊を攻撃したとの報告を最後に消息不明。
アメリカ側記録によると、「伊41」の最期は以下のとおり。
11月18日、フィリピン海上を対潜哨戒中だった米護衛空母「アンツィオ」 (USS Anzio, ACV/CVE-57) を中心とする第30.7任務群は、ウルトラ情報により付近海域で存在が示唆された日本潜水艦の捜索を行った。
同日0330頃、サマール島東方沖合で「アンツィオ」のTBM-1C アヴェンジャーがスコールの中を浮上航走中の潜水艦をレーダーにより探知。その後潜航した潜水艦へ向け、「アンツィオ」のTBM-1C 2機がフロートライトとソノブイを投下して追跡しつつMk24機雷 (対潜音響魚雷) で攻撃をかけたが不発だった。0417に同海域へ米護衛駆逐艦「ローレンス・C・テイラー」（USS Lawrence C.Taylor, DE-415）、同「メルヴィン・R・ナウマン」（USS Melvin R. Nawman, DE-416）が到着。0605から「ローレンス・C・テイラー」が2度のヘッジホッグ対潜迫撃砲による攻撃を行うが失敗。0616の「メルヴィン・R・ナウマン」によるヘッジホッグ攻撃も失敗した。だが、0630の「ローレンス・C・テイラー」による3度目のヘッジホッグ攻撃が潜水艦を捉えた。3度の小爆発に続いて大きな爆発が起こり、やがて重油や甲板の板張り、コルク片等の残骸が浮かび上がってきた。
これが「伊41」の最期であり、艦長の近藤文武少佐以下全乗員が戦死した。沈没地点はサマール島東方沖合、北緯12度44分 東経130度42分 / 北緯12.733度 東経130.700度。
12月2日、フィリピン方面にて沈没と認定され、1945年3月10日除籍。
撃破総数は1隻であり、撃破トン数は8,600トンである。

## 艦歴
- 1942年3月18日 呉海軍工廠で起工
- 1943年9月18日 竣工、訓練に従事
  - 12月29日 横須賀出港
- 1944年1月14日 トラック出港
  - 1月19日 ラバウル入港
  - 1月25日 スルミへ物資輸送、陸軍兵8名収容
  - 1月31日 ラバウル出港、陸軍将校3名便乗
  - 2月3日 ブイン着、物資輸送
  - 2月20日 二度目のブイン輸送を成功させる
  - 3月15日 ラバウル近海にて潜水艦に雷撃されるも回避。
  - 3月25日 トラック入港
  - 4月7日 三度目のブイン輸送を行う。73名を収容
  - 5月12日 ニューギニア周辺海域の索敵任務に就く
  - 6月15日 あ号作戦発動。散開線に向かい、潜航待機
  - 6月22日 グアム島残留搭乗員の救出を命じられる。
  - 6月24日 グアム島アプラ港沖着、包囲下にあった搭乗員を含む106名を収容
  - 6月30日 大分着
  - 10月19日 捷一号作戦により呉を出港し、フィリピン東の扇型区域（第一散開配備）に向かう
  - 11月3日 「伊53潜」が発見を報じた機動部隊を捕捉し、米海軍アトランタ級軽巡洋艦「リノ」(USS Reno, CL/CLAA-96)に損傷を与える
  - 11月18日 米護衛空母「アンツィオ」（USS Anzio, ACV/CVE-57）の艦載機に発見され、ジョン・C・バトラー級護衛駆逐艦「ローレンス・C・テイラー」（USS Lawrence C.Taylor, DE-415）によって撃沈された

## 歴代艦長
※『艦長たちの軍艦史』413頁による。

### 艤装員長
1. 吉松田守 少佐：1943年6月28日 -

### 艦長
1. 吉松田守 少佐：1943年9月18日 -
2. 板倉光馬 少佐：1943年12月15日 -
3. 近藤文武 少佐：1944年8月5日 - 戦死